# Токо дамарський
Токо дамарський (Tockus damarensis) — вид птахів родини птахів-носорогів (Bucerotidae).

## Поширення
Ареал виду включає центральні та північно-східні райони Намібії, а також птах поширений на південному заході Анголи. Мешкає в акацієвих лісах та лісах мопане, рідше у лісистих саванах.

## Опис
Дамарський токо сягає до 35 см завдовжки і є одним з менших токо. Дзьоб у самців становить від 8,3 до 9,9 сантиметрів. Дзьоб у самиць трохи менший — до 8 сантиметрів. Самці важать від 200 до 220 грам, самиці — від 150 до 200 грам. Птахи темно-сірі на тімені і потилиці, шия, лоб і обличчя білі. На відміну від червонодзьобового токо, вушні кришки не сірі, а білі. Від маківки їх відокремлює широка біла надочна смуга. Спина сірувато-коричнева, темніє до початку хвоста. По центру спини проходить біла лінія. Дві середні пари хвостового пір'я чорні, інші вісім пар чорні біля основи, а потім мають перехресні біло-чорні смуги. Нижня сторона тіла біла. Дзьоб червоний з вузькою жовтою основою. Нижня частина дзьоба у самців чорна від основи майже до середини, а у самиць чорна лише біля основи. Ріг майже повністю відсутній, на верхній частині дзьоба є лише вузьке піднесення. Неоперене орбітальне кільце і оголена шкіра горла тілесного кольору. Очі карі, ноги і ступні сажевого кольору.

## Поведінка
Токо дамарський мешкає парами навіть поза сезоном гніздування. Харчується в основному комахами та іншими членистоногими, яких він знаходить переважно на землі, але іноді ловить і в повітрі. Інколи раціон доповнює ящірками та жабами.
Розмножується у лютому-березні, після настання весняних дощів. Гніздо облаштовує в дуплі. Самиця тривалий час залишається ізольованою всередині дупла, поки триває насиджування і зростання пташенят. Вона сама замуровує вхід у гніздо власним послідом і залишками їжі, залишаючи лише вузьку вертикальну щілину, через яку партнер може її годувати. Виводок включає від 3 до 8 яєць, які самиця висиджує сама протягом 24-27 днів.